# غوستاف دي فريس
غوستاف دي فريس (بالهولندية: Gustav de Vries)‏ (و. 1866 – 1934 م) هو رياضياتي هولندي، ولد في أمستردام، توفي في هارلم، عن عمر يناهز 68 عاماً.

## التعليم
تعلم في جامعة أمستردام.